# Théâtre National Populaire

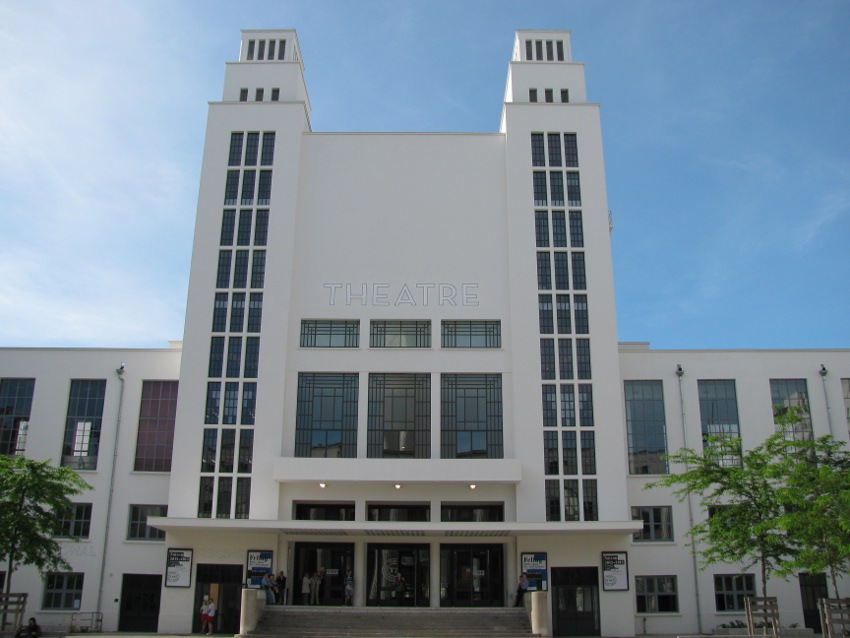
Das Théâtre National Populaire in Villeurbanne

Das Théâtre National Populaire (TNP) ist ein Theater in Villeurbanne, das bis 1972 seinen Sitz in Paris hatte.

## Geschichte

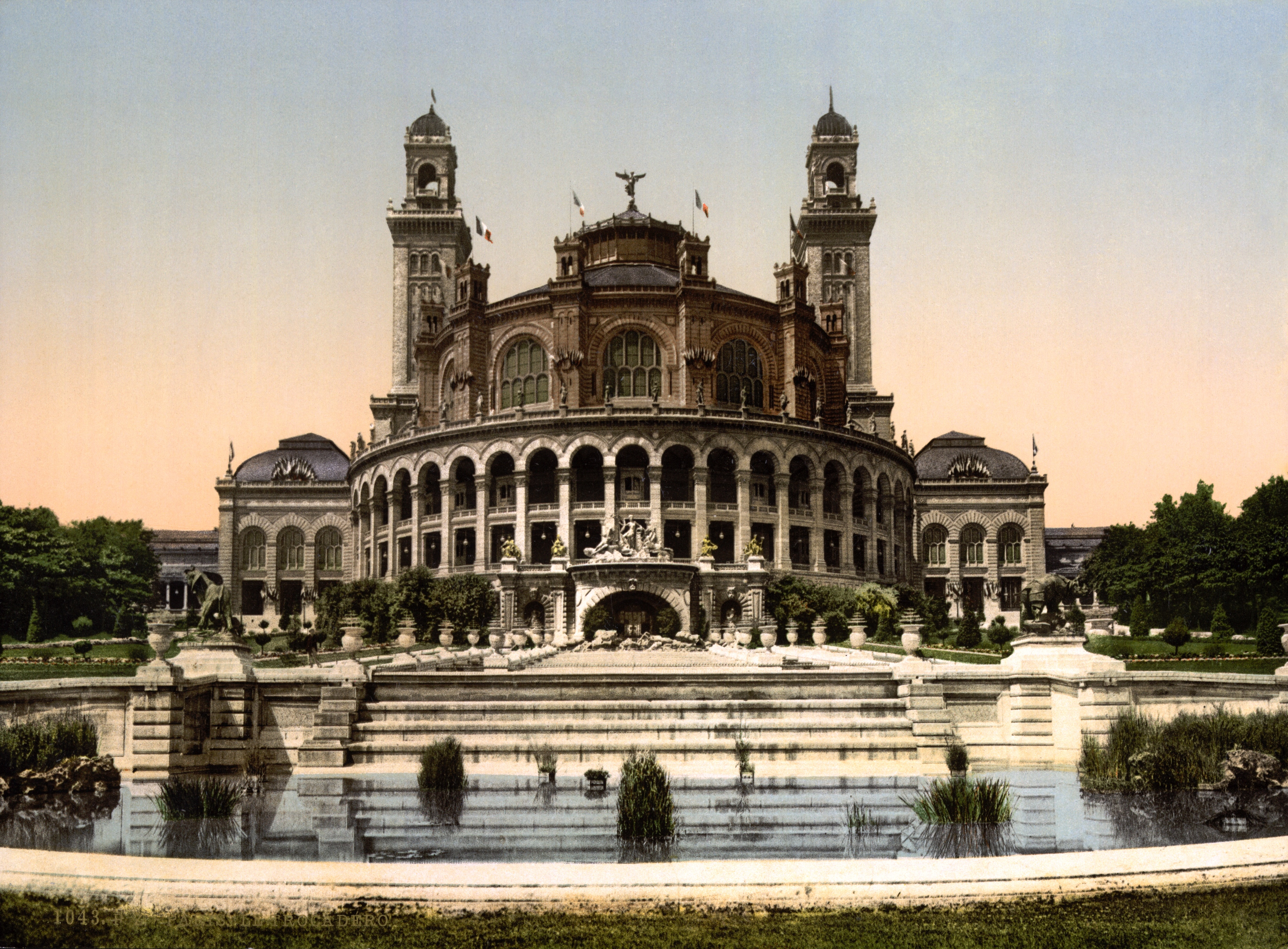
Das Palais du Trocadéro in Paris

Das Theater wurde 1920 in Paris von Firmin Gémier im Palais du Trocadéro gegründet, das für die Weltausstellung von 1878 errichtet worden war. Gémiers Absicht, ein echtes Volkstheater zu schaffen, konnte mangels finanzieller Mittel nur zum Teil verwirklicht werden, so dass das Theater auf Gastspiele anderer staatlicher Bühnenensembles angewiesen war.
Als auf den Fundamenten des abgerissenen Palais du Trocadéro zur Weltausstellung von 1937 das Palais de Chaillot errichtet wurde, stand ein Theatersaal mit 3000 Sitzplätzen zur Verfügung, das Théâtre national de Chaillot. Im März 1939 wurde hier mit Der Bürger als Edelmann das erste Stück aufgeführt.
1940 bis 1951 fanden unter Pierre Aldebert große Freilichtaufführungen auf dem Vorplatz der Kathedrale Notre-Dame de Paris statt. 1951 übernahm Jean Vilar die Leitung des Theaters. Weil das Palais de Chaillot von den Vereinten Nationen benutzt wurde, ließ er Stücke wie Le Cid, Der Prinz von Homburg und Mutter Courage in den Pariser Arbeitervorstädten aufführen.
Nach der Rückkehr in das Palais de Chaillot wurde mit zahlreichen Maßnahmen der Charakter des TNPs als Volkstheater unterstrichen: Einlass 18.45 Uhr mit musikalischer Einstimmung und Möglichkeit zu preiswerten Mahlzeiten, Trinkgeldverbot, kostenlose Garderobe sowie Spielbeginn 20.15 Uhr und damit eine Stunde früher als in allen anderen Theatern. Dazu kamen besondere Abonnementsformen, Besucherorganisationen und regelmäßige Diskussionsveranstaltungen mit Schauspielern und Regisseuren, die fast immer ein vollbesetztes Haus sicherten. Am Ende der Spielzeit begab sich das Ensemble zum Festival von Avignon, wo Vilar nach seiner Niederlegung der Intendanz des TNP die Festspielleitung behielt.
1963 bis 1967 war Georges Wilson Leiter des TNP. 1967 wurde der zweite, 500 Plätze fassende Saal Salle Gémier mit Stücken von Kateb Yacine und Tankred Dorst eingeweiht.
1972 erhielt das Théatre de la Cité de Villeurbanne die Bezeichnung Théâtre National Populaire übertragen, während das Theater im Chaillot-Palast seitdem den Namen Théâtre National de Chaillot führt. Die Leitung des TNP in Villeurbanne lag 1972 bei Roger Planchon und Patrice Chéreau, 1986 bis 1996 bei Planchon und Georges Lavaudant und 1996 bis 2002 allein bei Planchon. 2002 übernahm Christian Schiaretti die Leitung des Theaters.